# Братство талисмана
«Братство талисмана» (англ. The Fellowship of the Talisman) — роман в жанре гуманитарной фантастики Клиффорда Саймака.
В «Братстве» продолжается тема о «маленьком народце», впервые упоминаемом в «Заповеднике гоблинов».

## Место действия
В романе указано текущее время действия — двадцатый век. Место действия — Британия.
В мире, очень похожем на Землю, много тысяч лет назад случилась высадка неких «звездных пришельцев». Пришельцы больше всего напоминают рой насекомых. Они кочуют между звезд, от планеты к планете, питаясь негативными эмоциями аборигенов — горем, нищетой, беспросветностью, утратой близких. Чтобы вызвать эти эмоции, рой предпринимает рейды, в которых уничтожается все живое, а постройки предаются огню. Поэтому их называют «разрушителями», «силами Зла» или просто «Злом». В этом рое существуют особи с разной специализацией. Некоторые представители роя сильно напоминают гуманоидов. У них есть туловище, голова, руки, ноги, бледная безволосая кожа. Они невероятно сильны, и очень тупы, обычно всегда прут напролом. Это «мускулы» роя, подобно солдатам термитов. Их участники сюжета называют «безволосыми». В рое есть и другие особи, которые описаны как клочья тумана, из которого торчат щупальца, рога, жуткие пасти и пр.
На планете, где высадился рой, местной цивилизации наносится непоправимый ущерб, её развитие прекращается. Не происходит никакого прогресса ни в науке, ни в технологиях, ни в культуре. Люди пашут поля примитивными плугами, ездят на лошадях, сражаются мечами.
В этом мире, кроме людей, аборигенами являются и другие расы. Упоминаются гоблины, баньши, феи, домовые, эльфы, демоны, гномы. Всех их называют собирательным словом «маленький народец». Маленький народец недолюбливает людей, хотя иногда соглашается сотрудничать, поскольку ненавидит разрушителей ещё больше.
Христианские историки зафиксировали появление разрушителей в Европе во времена первых Крестовых походов. Эти рейды привели к прерыванию Крестовых походов и направлении мировой истории совсем в другое русло. Например, Америка так и не была открыта.

## Сюжет
Лорд Стендиш, разбирая семейный архив, обнаружил среди старых пергаментов некую рукопись на арамейском языке. Пергамент описывает деяния Иисуса Христа в виде дневника. Автор неизвестен, но ясно, что он не является апостолом.
Показав рукопись местному аббату, лорд Стендиш решает отправить своего сына Дункана в Оксенфорд. Дункану предстоит пройти по разоренным землям.
В оксендфордском университете, по слухам, живёт Бишоп Вайс, последний ученый, разбирающийся в арамейском языке. Этот ученый должен установить подлинность рукописи. Если подлинность подтвердится, Церковь получит мощнейшее оружие в борьбе против сил Зла.

## Действующие лица

### Отряд талисмана
- Дункан Стендиш — сын лорда Стендиша, предводитель отряда.
- Конрад — спутник Дункана, отправился из Стендиш-Холла. Массивный человек семи футов росту, одет в овечьи шкуры.
- Дэниел — боевой конь, отправился вместе с Дунканом. В сражении Дункан предпочитает не садиться верхом на коня, а ставить его рядом с собой. Дэниел защищает хозяина, нанося противнику страшные раны зубами и копытами.
- Тайни — боевая собака, мастиф, отправилась вместе с Дунканом. Носит широкий ошейник с металлическим бляхами. Защищает Дункана с другого фланга.
- Бьюти — маленькая ослица, использовалась в качестве вьючного животного, отправилась вместе с Дунканом.
- Эндрю — отшельник, живущий в собственноручно вырытой пещере. Высок и костляв, на нем рваная коричневая ряса с капюшоном. Не расстается с корявым узловатым посохом. Присоединился к отряду Дункана, поскольку пожелал стать «солдатом Господа».
- Дух — привидение некого повешенного тунеядца. При жизни тот не хотел работать, вместо этого клянчил милостыню на паперти местной церкви. Выглядит, как полупрозрачная человеческая фигура в белом саване и обрывком веревки на шее. Выполнял в отряде роль разведчика.
- Диана — молодая женщина-воин. Носит кожаные брюки и кожаный жакет с белым шарфом. Её длинные волосы красно-золотого цвета. Вооружена боевым топором, ездит верхом на старом грифоне. Позднее выяснилось, что она правнучка известного местного святого Вольферта. В конце повествования вооружилась неким «знаменитым мечом». Делаются намеки, что это Эскалибур, однако прямо по имени этот меч не называют.
- Мег — старая ведьма. Одета в рваные лохмотья. Острый крючковатый нос, седые лохмы, волосы растут из носа и на подбородке. Утверждает, что была разорена разрушителями, которые отобрали у неё колдовские ингредиенты и приборы, а хижину сожгли.
- Скрач — демон из ада. Сбежал оттуда, когда понял, что не может освоить ни одну «адскую профессию». К моменту появления отряда Дункана много лет просидел на цепи в холле Зачарованного замка. Был освобожден с помощью посоха Эндрю. Присоединился к отряду. Провел всех тайной тропой через болото.

### Люди
- Дуглас Стендиш — хозяин Стендиш-холла, отец Дункана.
- Архиепископ — аббат монастыря, расположенного на землях лорда Стендиша.
- Гарольд Ривер — главарь банды, преследовавшей отряд Дункана. Высок, костляв, неопрятен. Носит огромную бороду.
- Седрик — пчелиный мастер. Хотя не участвовал в походе Дункана, не раз приходил на выручку.
- Кутберт — колдун, живёт в Зачарованном замке. Магия этого места настолько сильна, что попавшие сюда выпадают из потока времени. Со смертью Кутберта магия разрушилась и замок стал разваливаться на глазах. Смерть Кутберта весьма напоминает самоубийство.

### Маленький народец
- Снупи — гоблин небольшого (по пояс Дункану) роста. Одет в коричневую одежду: камзол, штаны, туго обтягивающие тоненькие ножки, остроконечную шапочку и сапоги с задранными носками. У него большие остроконечные уши и лицо, напоминающее лисью мордочку.
- Нэн — банши. Появляется: то в виде старухи в чёрном плаще, то в виде огромной чёрной летучей мыши. Летая над отрядом, испускает душераздирающие вопли, плач и стенания.
- Дикий охотник. Никто не помнит его имени. Ещё его называют призрачным охотником или небесным охотником. Он скачет по небу на чёрной лошади, его сопровождает свора собак. Собаки поднимают невообразимый лай. Про него говорят, что он родом из Германии. Всегда находится неподалеку от сил Зла (то ли следит, то ли преследует, то ли сопровождает). Тем не менее, помог отряду Дункана, когда на него напали драконы.
- Хуберт — грифон Дианы, на котором она верхом быстро передвигается по воздуху. У него голова орла, передняя часть тела орлиная, задняя львиная, хвост скорпиона. Крылья жесткие, напоминают крылья стрекозы. К моменту начала событий уже очень стар и неловок. Исчез вместе с исчезновением Зачарованного замка.

### Упоминаемые покойники
- Вольферт — Умер больше ста лет назад. Жители деревни почитали его как святого, соорудили ему каменную гробницу. Сама Диана утверждает, что Вольферт никакой не святой, а могучий колдун.
- Бишоп Вайс — ученый из Оксенфордского университета. Ему несли рукопись для изучения и установления подлиности. Оказывается, умер незадолго до того, как отряд Дункана отправился в путь.